# Iphitime holobranchiata
Iphitime holobranchiata är en ringmaskart som beskrevs av John F. Pilger 1971. Iphitime holobranchiata ingår i släktet Iphitime och familjen Dorvilleidae. Inga underarter finns listade i Catalogue of Life.